# Corrida Internacional de São Silvestre de 2006
A Corrida Internacional de São Silvestre de 2006 foi a 82ª edição da prova de rua, realizada no dia 31 de dezembro de 2006, no centro da cidade de São Paulo, a prova foi de organização da Fundação Casper Líbero.
Os vencedores no masculino foi o brasileiro Franck Caldeira, enquanto no feminino foi a brasileira Lucélia de Oliveira Peres. É a única edição da história com vencedores brasileiros em ambas as corridas.

## Resultados

#### Masculino
- 1. Franck Caldeira (BRA) - 44min06s
- 2. Clodoaldo Gomes da Silva (BRA) - 45min13s
- 3. Paulo Alves dos Santos (BRA) - 45min16s
- 4. Javier Guarin (COL) - 45min20s
- 5. João N"Tyamba (ANG) - 45min21s

#### Feminino
- 1. Lucélia de Oliveira Peres (Brasil) –
- 2. Ednalva da Silva (Brasil) –